# Сабик-Вогулов, Владимир Фёдорович
Владимир Фёдорович Южаков (литературный псевдоним: Владимир Сабик-Вогулов, в эмиграции: Владимир Петровский; 23 мая 1903, село Уткинский завод, Красноуфимский уезд, Пермская губерния (ныне — посёлок городского типа Староуткинск, Шалинский район Свердловская область) — 13 мая 1968, Мельбурн, Австралия) — советский офицер, бежавший в послевоенный период в Западную Германию и выпустивший книги с критикой советского режима.
До середины 2010-х гг. личность писателя, скрывавшегося под псевдонимом Сабик-Вогулов, не была известна; первым гипотезу о его личности выдвинул историк-архивист И. Петров, который впоследствии восстановил его биографию по архивным материалам.

## Биография
Родился 23 мая 1903 года.
В 1920-е годы, за попытку нелегально покинуть Советский Союз, был выслан из Свердловска (ныне Екатеринбург) в город Кировабад Азербайджанской ССР (ныне — Гянджа, Азербайджан) . Жил в гражданском браке с Евгенией Моисеевной Куфлик, в семье родились дочь и сын, взявшие фамилию отца.
В 1941 году записался добровольцем в РККА, прошёл в Москве трехмесячные курсы военных инженеров сапёрных войск. С февраля 1942 г. до мая 1945 г. участвовал в боевых действиях. Был награждён орденами Красной Звезды, Красного Знамени и Отечественной войны второй степени (21.05.1945). Окончил войну в звании гвардии капитана 8-й гвардейской армии в составе 1-го Белорусского фронта. После войны работал в советской военной администрации в Германии (офицер для связи начальника тыла 8-й армии).
8 мая 1946 года (в оригинальном документе ошибка — указан 1947 год) бежал в зону западной оккупации, убив при этом советского патрульного. В биографии беженца изложил о себе вымышленные детали, чтобы избежать репатриации в СССР, которые потом повторял в последующих публикациях. Согласно его собственному послевоенному заявлению в статье «Не в силе Бог, а в правде»:
«меня дважды судила тройка ГПУ и я ШЕСТЬ раз побывал в сталинских тюрьмах и лагерях? За то, что мой отец, сестра и брат стали жертвами сталинского кошмара „радостной жизни“, а я, несмотря на это, водружал знамя ПОБЕДЫ над Берлином».
По сообщению его дочери, вскоре после побега к ним в гости приехал офицер, представившийся сослуживцем, а после его ухода была найдена мёртвой жена Южакова, якобы покончившая жизнь самоубийством путём отравления кухонным газом. Жил в Мюнхене, затем в Дармштадте. Опубликовал воспоминания «В побеждённой Германии».
Как выяснил историк И. Петров, 17 марта 1950 года Сабик-Вогулов (носивший в то время фамилию Петровский) вместе с новой супругой (Ольга Мазанова), брак с которой он заключил в Германии, и двумя приёмными детьми уплыл из Неаполя в Австралию на корабле «Генерал Блэк». В 1958 году Сабик-Вогулов опубликовал приветствие Николаю Чухнову для Общемонархического съезда. В 1962 году получил австралийское гражданство, проживал в пригороде Мельбурна. Умер 13 мая 1968 года в Мельбурне.

## Сочинения
- Сабик-Вогулов. В побеждённой Германии. — [Б. м.], 1947. — 78 с.
- Сабик-Вогулов. Не в силе Бог, а в правде: (Мой ответ «Посеву»). — Мюнхен, 1947. — 10 с.
- Сабик-Вогулов. От Сталинграда до Берлина — [Б. м.], 1948. — 32 с.